# Český Krumlov vasútállomás
Český Krumlov vasútállomás egy csehországi vasútállomás, Český Krumlov városban, a központtól északra.

## Szomszédos állomások
A vasútállomáshoz az alábbi állomások vannak a legközelebb:
- Domoradice (České Budějovice, České Budějovice–Černý Kříž-vasútvonal)
- Kájov (České Budějovice–Černý Kříž-vasútvonal)

## Galéria

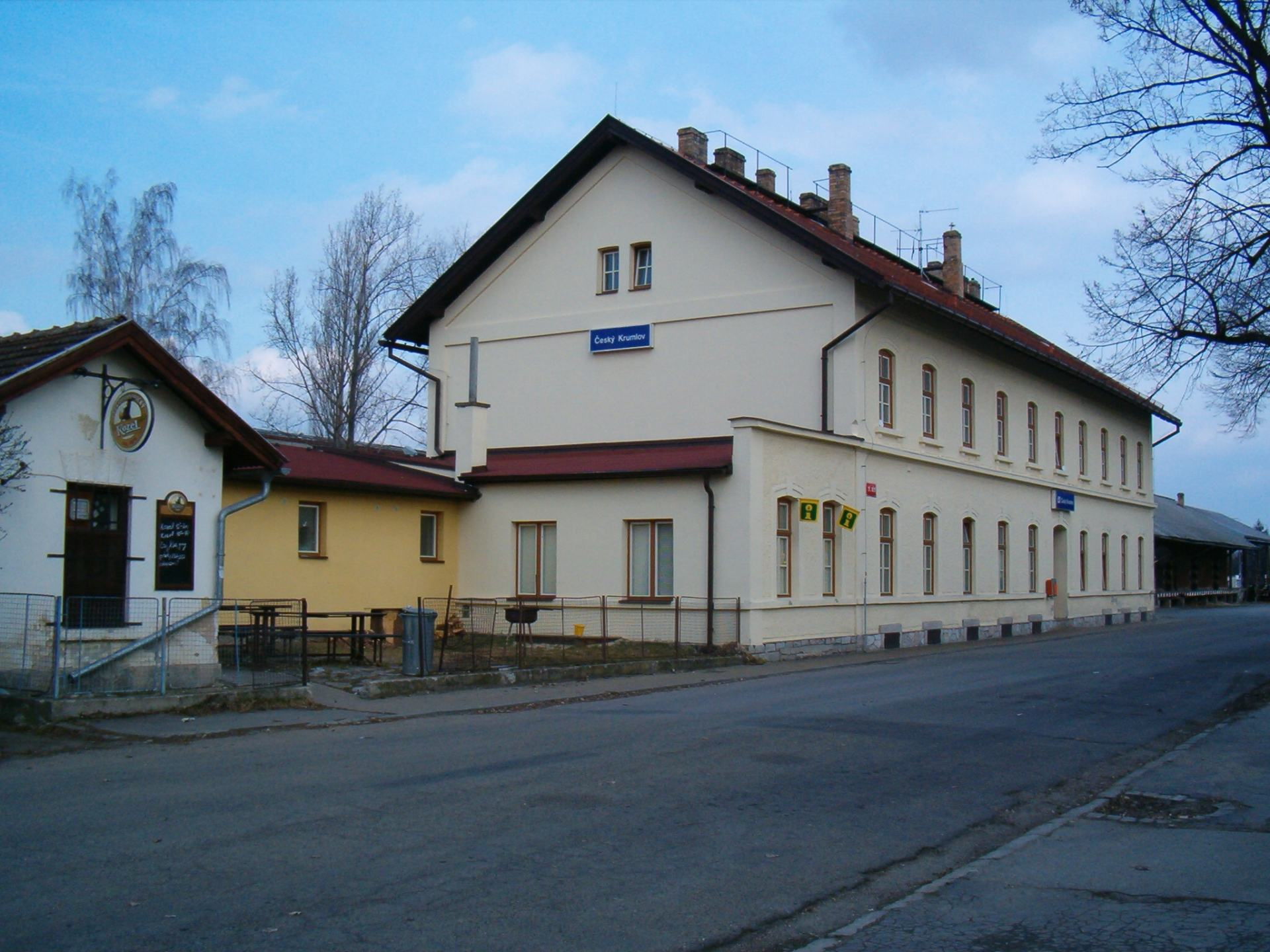
Az állomás 2008-ban
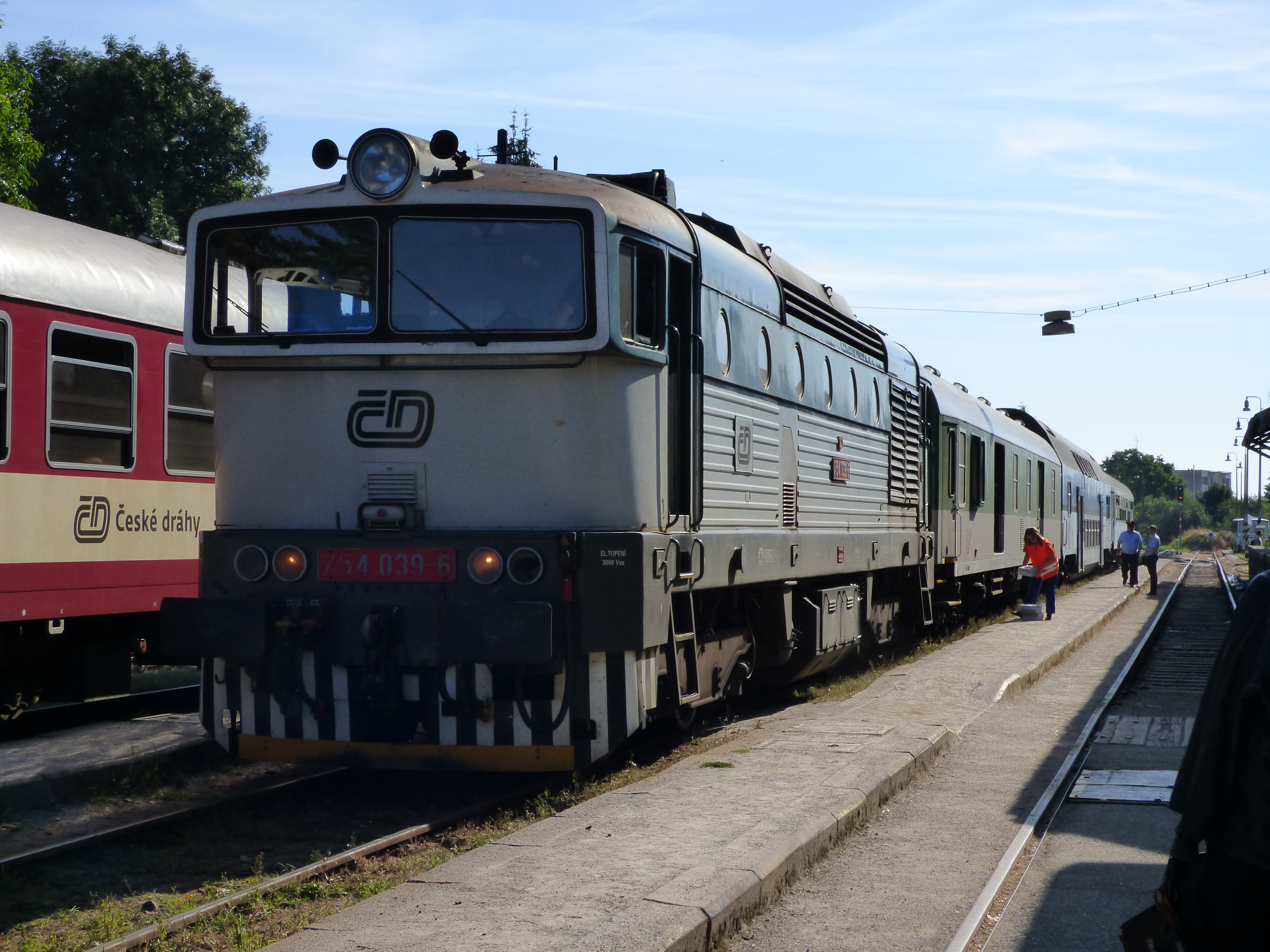
Egy vonat az állomáson
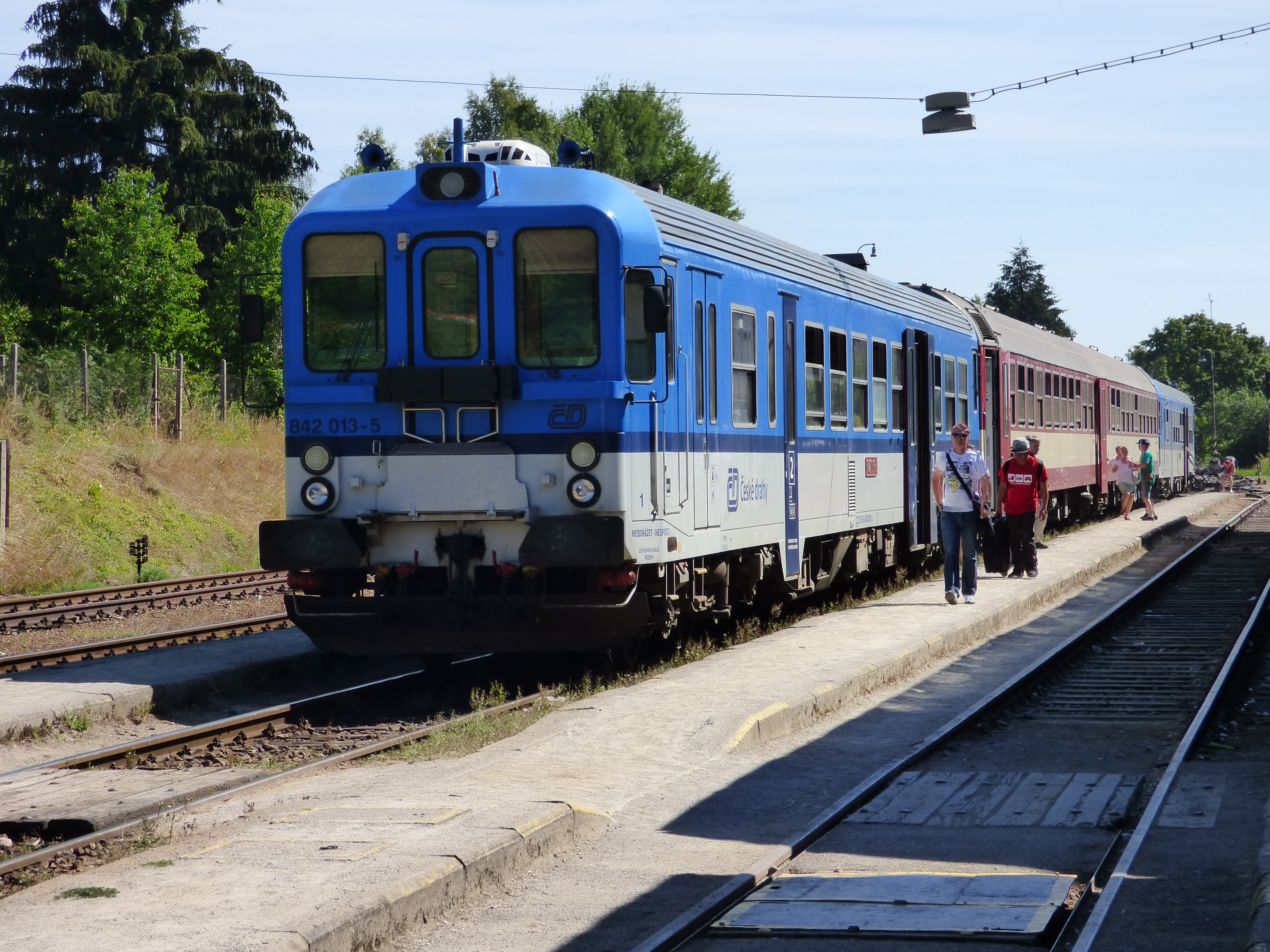
Egy vonat az állomáson
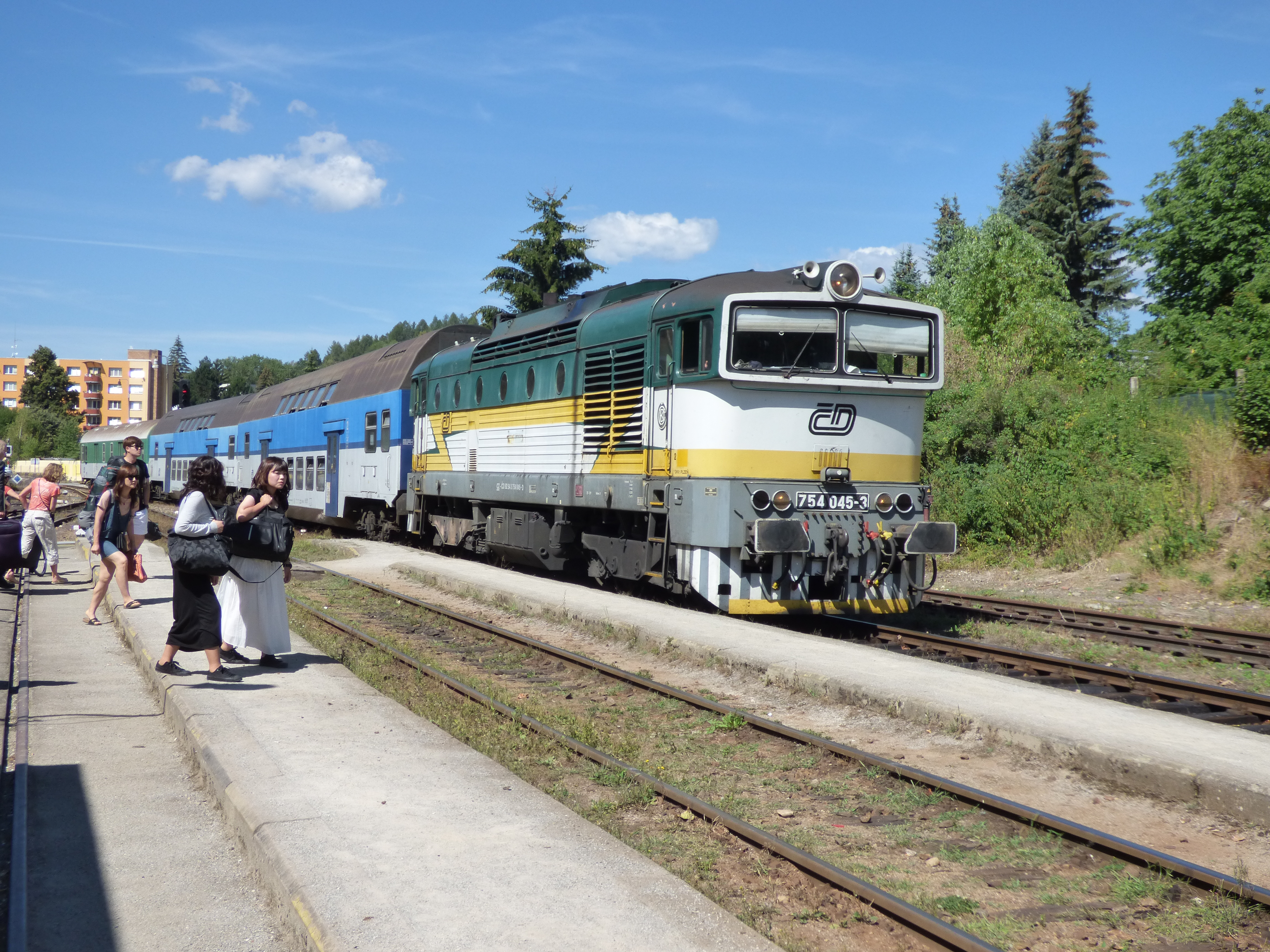
Egy vonat az állomáson